# Dodging the Landlord
Dodging the Landlord è un cortometraggio muto del 1913 diretto da Ernest Lepard. Il film, una farsa, venne scritto e interpretato dai fratelli  Albert e Seth Egbert.

## Trama
Il capofamiglia cerca di nascondersi dal padrone di casa, ma viene inseguito da quest'ultimo.

## Produzione
Il film fu prodotto dalla HD Films.

## Distribuzione
Distribuito dalla Cosmopolitan Films, il film - un cortometraggio 123 metri - uscì nelle sale cinematografiche britanniche nell'aprile 1913.